# Спілка рудих
«Спі́лка руди́х» (англ. The Red-Headed League) — твір із серії «Пригоди Шерлока Холмса» Артура Конан Дойля. Вперше опубліковано щоденним журналом Strand Magazine в серпні 1891 року. Сам автор поставив цю розповідь на друге місце зі своїх 12 найулюбленіших оповідань про Шерлока Холмса.

## Сюжет
Лондон. 1890-й рік. До Шерлока Холмса та доктора Ватсона приходить рудоволосий чоловік на ім'я Джабез Вілсон. Він розповідає дивну історію, яка нещодавно з ним сталася. За його словами, він володіє невеликим ломбардом, в якому працює з молодим асистентом Вінсентом Сполдінґом. Кілька тижнів тому Сполдінґ, прочитавши оголошення в газеті про те, що «Спілка рудих» пропонує легку, але високооплачувану роботу рудоволосим людям, почав умовляти свого шефа відповісти на оголошення. Джабез Вілсон, заінтригований оголошенням, прийшов на інтерв'ю й несподівано відразу отримав місце, як йому пояснили, через відтінок кольору свого волосся. Протягом наступних кількох тижнів Джабез Вілсон приходив на роботу в невеликий ізольований офіс і за кілька годин на день переписував Британську енциклопедію, отримуючи непогану платню. Одного разу, прийшовши, як завжди, на роботу, він побачив оголошення, що «Спілка рудих» розпалася. Він просить Холмса допомогти йому розібратися в цій дивній історії і дізнатися, що трапилося. Холмс обіцяє допомогу.
Холмс і Вотсон зустрічаються з Вінсентом Сполдінґом у ломбарді, й протягом короткої бесіди з ним досвідчений Холмс помічає, що його штани на рівні колін брудні. Детектив також звертає увагу на те, що, постукавши тростиною по поверхні проїзної частини вулиці, яка пролягає між ломбардом і банком, він чує глухий звук, ніби там порожньо. Зіставивши і проаналізувавши ці та інші факти, Холмс робить висновок, що зловмисники планують пограбувати банк, зробивши підкоп до нього з боку ломбарду. А вся вигадка щодо «Спілки рудих» знадобилася їм тільки для того, щоб мати доступ до ломбарду Джабеза Вілсона, змусивши його відлучатися кожен день для роботи в загадковому офісі для рудих.